# Eduard Jerrmann

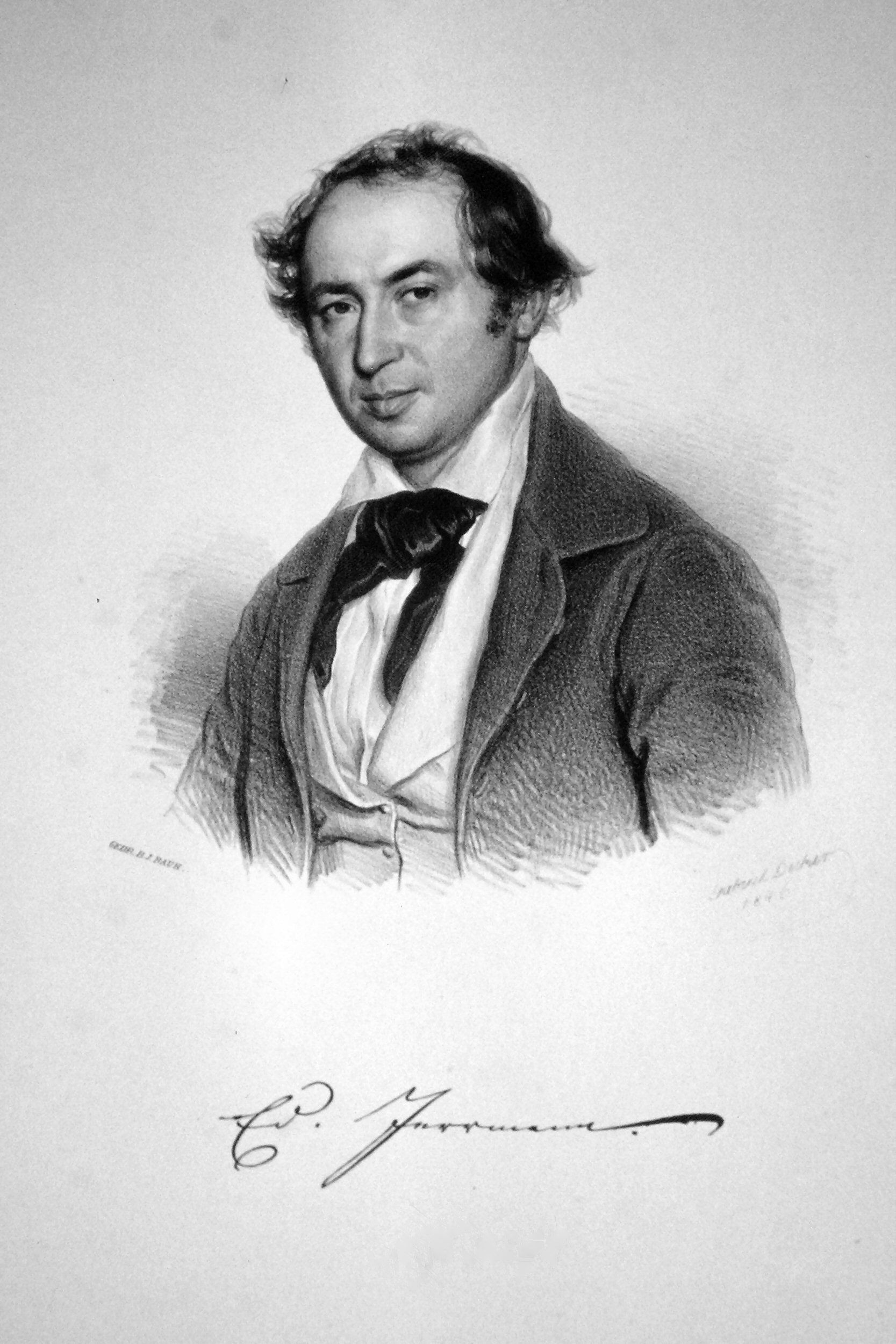
Eduard Jerrmann, Lithographie von Gabriel Decker, 1846.

Eduard Jerrmann (* 1798 in Berlin; † 4. Mai 1859 ebenda) war ein deutscher Schauspieler und Regisseur.

## Leben
Jerrmann widmete sich zunächst der Landwirtschaft, bevor er 1819 zum Würzburger Theater ging. Später arbeitete er als Schauspieler in München und ab 1821 in Leipzig. Nachdem er von 1826 bis 1830 in Deutschland gastiert hatte, kam er 1830 nach Paris, wo er 1832 im Théâtre-Français zwölf Gastrollen gab. Über seinen dortigen Aufenthalt veröffentlichte er das Buch „Paris, Fragmente aus einem Theaterleben“.
Später gastierte Jerrmann wieder auf verschiedenen Bühnen, spielte dann in Köln und ging 1836 als Oberregisseur ans Theater Mannheim und 1842 in derselben Eigenschaft an das deutsche Theater St. Petersburg. Nach kurzem Wirken an dem Wiener Hoftheater gastierte er von neuem, ließ sich 1848 in Berlin nieder. Arnold Ruge, begeistert von der Februarrevolution, gründete die Zeitschrift „Deutsche Reform“ und engagierte Jerrmann für sein Feuilleton. Bereits 1849 gab dieser diese Arbeit auf und wechselte zur königlichen Bühne. 
In Berlin veröffentlichte er 1851 das Buch „Unpolitische Bilder aus St. Petersburg“. 1853 schrieb er den Text zur einaktigen Operette Lebende Blumen, die von Wilhelm Telle vertont wurde.
Neben seinem Beruf als Schauspieler und Regisseur wirkte Jerrmann auch als Übersetzer und Verfasser (Bearbeiter) von Repertoirestücken.

## Werke (Auswahl)
Autobiografisches
- Paris. Fragmente aus einem Theaterleben. München 1832.

Sachbücher
- Unpolitische Bilder aus St. Petersburg. Berlin 1851.

Theaterstücke
- Krone und Schafott.
- Edouard-Louis-Alexandre Brisebarre: Les pauvres de Paris.
  - Deutsch: Die Armen von Paris.
- Das Wespennest oder der Kölner Karneval : Fragmente aus meinem Theaterleben. 1835 (Digitalisat)
- Amédée Achard: Souvenirs de voyage. Paris 1850.
  - Deutsch: Reise-Erinnerungen. Berlin 1853.